# Vinterflundra
Vinterflundra (Pseudopleuronectes americanus) är en fiskart som först beskrevs av Johann Julius Walbaum 1792.  Vinterflundra ingår i släktet Pseudopleuronectes och familjen flundrefiskar. Inga underarter finns listade i Catalogue of Life.